# 河南叔孙氏
河南叔孙氏，源自乙旃氏，為帝室十姓之一，北魏至隋唐时期以河南郡为郡望的虏姓世族。
河南叔孙氏原为鲜卑拓跋部一族。高车十二姓之一的乙旃氏，又作乙干氏，原居于大漠之西。东汉时就投归拓跋鲜卑。在酋长拓跋邻时，命自己的叔父（拓跋蓋的儿子、拓跋儈的弟弟）的后裔统管高车之乙旃部，以乙旃氏为姓。拓跋邻七个兄弟，各自统领一个部落，为纥骨氏、普氏、拔拔氏、达奚氏、伊娄氏、丘敦氏、俟亥氏，加上乙旃氏和远亲车焜氏，与皇族拓跋氏号称帝室十姓，互相不同婚姻。北魏开国时有丹阳王乙旃眷（叔孙建，其子叔孙俊、叔孫隣）、武骑侍郎乙旃侯莫干（叔孙侯）。魏孝文帝迁都洛阳后，乙旃氏改为叔孙氏。